# Fairchild C-119 Flying Boxcar

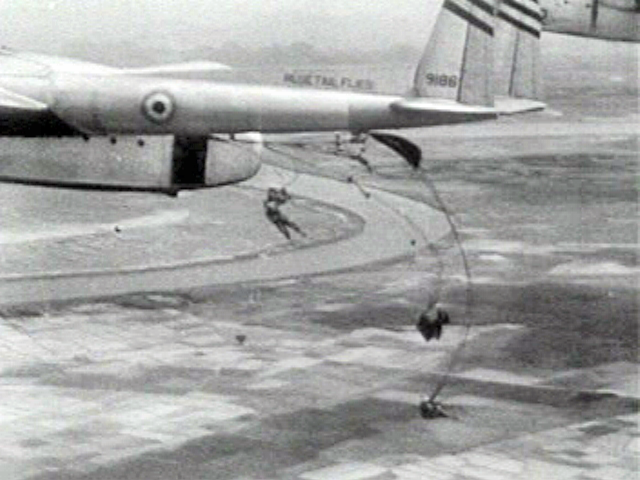
Lính dù Pháp nhảy từ một chiếc C-119 xuống Điện Biên Phủ năm 1954.

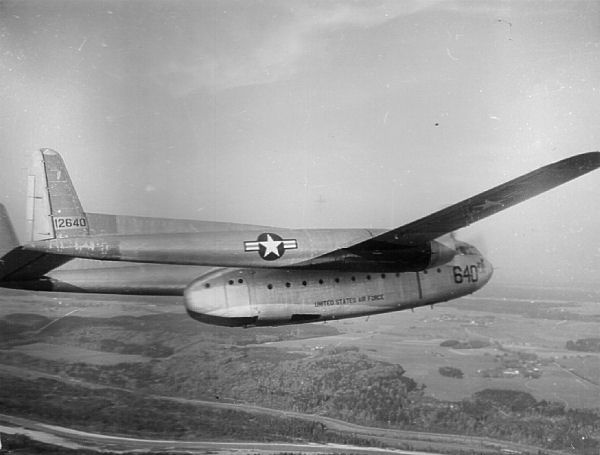
C-119C Serial 51-2640, Phi đoàn vận tải số 781/Liên đoàn vận tải số 465.

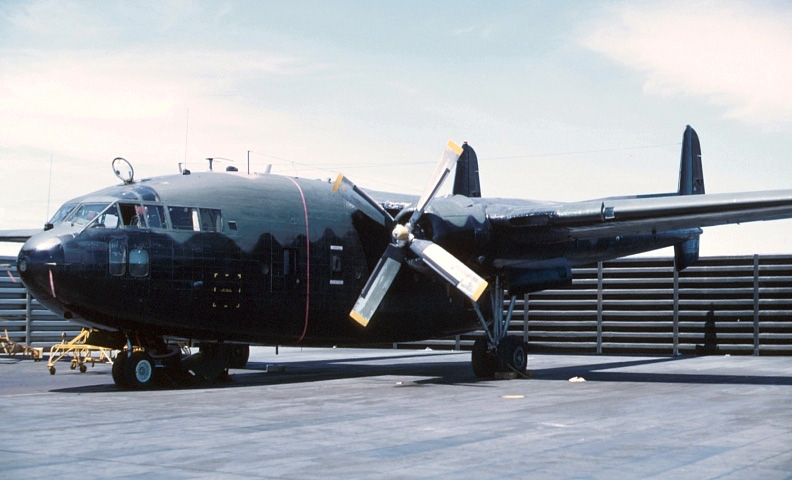
AC-119G gunship

Fairchild C-119 Flying Boxcar (tên định danh của Hải quân và Thủy quân lục chiến là R4Q) là một loại máy bay vận tải quân sự của Hoa Kỳ, được phát triển từ loại Fairchild C-82 Packet trong Chiến tranh thế giới II.

## Biến thể

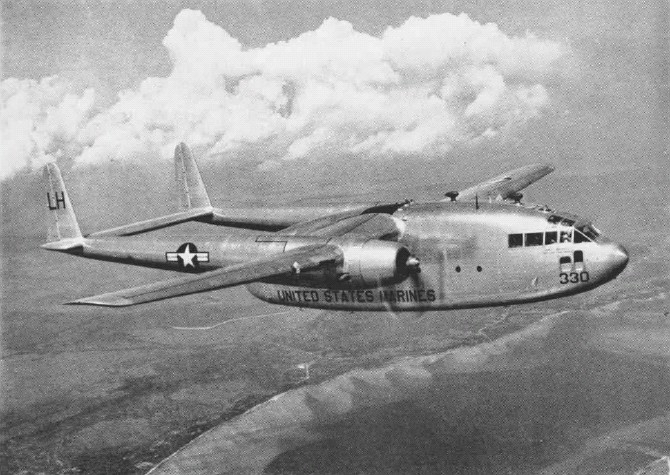
R4Q-1 của USMC thuộc VMR-252 năm 1950.

XC-119A
C-119B
C-119C
YC-119D
YC-119E
YC-119F
C-119F
C-119G
AC-119G Shadow
YC-119H
C-119J
EC-119J
MC-119J
RC-119
YC-119K
C-119K
AC-119K Stinger
C-119L
XC-120 Packplane
C-128
R4Q-1
R4Q-2

## Quốc gia sử dụng
Bỉ
- Không quân Bỉ

 Brasil
- Không quân Brazil

 Campuchia
- Không quân Campuchia

 Canada
- Không quân Hoàng gia Canada

 Đài Loan (Đài Loan)
- Không quân Cộng hòa Trung Hoa

 Ethiopia
- Không quân Ethiopia

 Pháp
- Không quân Pháp

 Ấn Độ
- Không quân Ấn Độ

 Ý
- Italian Air Force

 Jordan
- Không quân Hoàng gia Jordan

 Maroc
- Không quân Hoàng gia Maroc

 Na Uy
- Royal Norwegian Air Force

 Tây Ban Nha
- Không quân Tây Ban Nha

 Việt Nam
- Không quân Nhân dân Việt Nam

 Liên Hợp Quốc
 Hoa Kỳ
- Không quân Hoa Kỳ
- Thủy quân Lục chiến Hoa Kỳ
- Hải quân Hoa Kỳ

## Tính năng kỹ chiến thuật (C-119)

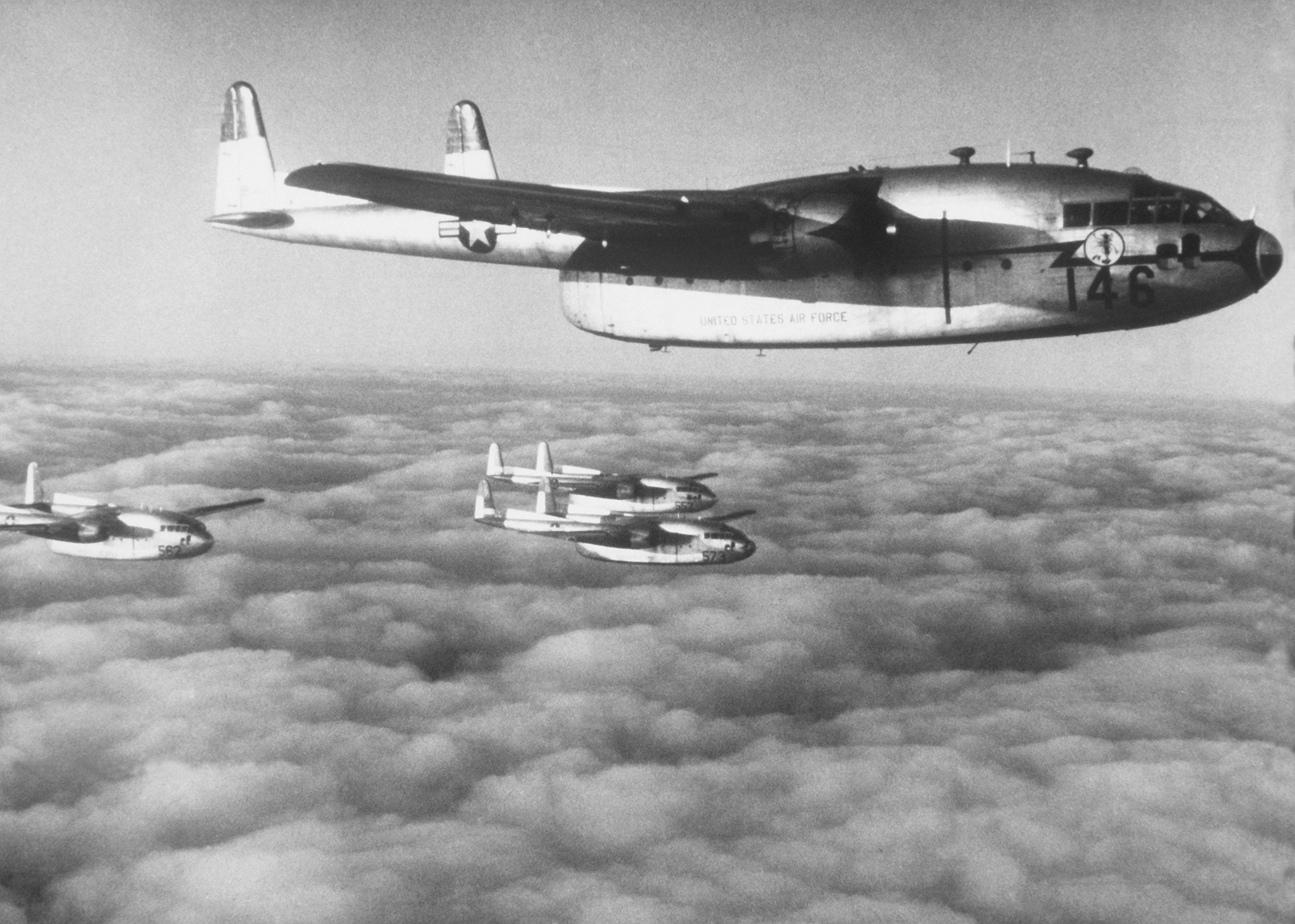
C-119 Flying Boxcars thuộc Liên đoàn vận tải 403.

Đặc điểm tổng quát
- Kíp lái: 5
- Sức chứa: 

  - 62 lính hoặc
  - 35 cáng tải thương
- Tải trọng: 10.000 lb (4.500 kg) hàng hóa
- Chiều dài: 86 ft 6 in (26,37 m)
- Sải cánh: 109 ft 3 in (33,30 m)
- Chiều cao: 26 ft 6 in (8,08 m)
- Diện tích cánh: 1.447 ft² (134,4 m²)
- Trọng lượng rỗng: 40.000 lb (18.000 kg)
- Trọng lượng có tải: 64.000 lb (29.000 kg)
- Trọng lượng cất cánh tối đa: 74.000 lb (34.000 kg)
- Động cơ: 2 × Pratt & Whitney R-4360-20[N 1][N 2], 3.500 hp (2.611 kW mỗi chiếc)  mỗi chiếc

 Hiệu suất bay 
- Vận tốc cực đại: 296 mph (257 knot, 450 km/h)
- Tầm bay: 2.280 mi (1.980 nm, 3.670 km)
- Trần bay: 23.900 ft (7.290 m)
- Vận tốc lên cao: 1.010 ft/phút (5,1 m/s)
- Tải trên cánh: 44 lb/ft² (216 kg/m²)
- Công suất/trọng lượng: 0,11 hp/lb (180 W/kg)